# ستيغ كرون هالاند
ستيغ كرون هالاند (بالنرويجية البوكمول: Stig Krohn Haaland)‏ هو لاعب كرة قدم نرويجي، ولد في 23 فبراير 1975. لعب مع نادي هاوغسوند.